# 宋作楠
宋作楠（1907年—1998年），浙江省金華縣人，台灣勤業會計師事務所創辦人。

## 生平
宋作楠生於浙江省金華縣(現金華市)，畢業於南京市第一中學與天津南開大學商學院，畢業後曾任職國民政府鐵道部。後考取清華大學留美奬學金，赴美國留學，獲得哥倫比亞大學商學碩士，並在哈佛大學繼續攻讀。抗日戰爭爆發，宋作楠提前返國，任南京中央政治學校教授，戰後任平津區敵偽產業處理局處長，北京大學敎授。國共內戰，國府失利，宋作楠來台，任職行政院美援運用委員會會計處處長，後東吳大學在外雙溪復校，獲聘為會計學系主任。
宋於1960年創辦宋作楠會計師事務所（勤業會計師事務所前身）。在其帶領下，該事務所樹立了台灣會計師專業堅持、獨立的典範。他對查帳品質的要求及對培訓人才的貢獻，在1999年《天下雜誌》影響200特刊中，被評選為影響台灣發展200位重要人士之一。早年台灣向世界銀行申請貸款的第一份財務簽證報告，就是出自他手中。
宋作楠於1987年自勤業退休改任高級顧問，並偕同夫人前往美國達拉斯定居，1998年逝世於美國。

## 外部連結
- 宋作楠先生紀念教育基金會（页面存档备份，存于）